# أحمد الكرد
أحمد الكرد (13 سبتمبر 1949 في مخيم دير البلح – 9 مايو 2020 في دير البلح) فاعل خير وإمام وسياسي فلسطيني. شغل منصب وزير وزراتي الشؤون الاجتماعية والعمل في حكومة قطاع غزة. وهو عضو المكتب السياسي لحركة حماس.

## النشأة والتحصيل العلمي
وُلد أحمد حرب أحمد الكرد في 13 سبتمبر 1949 في مخيم دير البلح بعد عام من هجرة عائلته المكونة من خمسة أفراد من قريتهم «بيت طيما» بالقرب من عسقلان بعد حرب 1948. تتكون هذه العائلة الآن من 70 شخصًا، ولأحمد الكرد نفسه 11 ولدًا مع زوجته الروسية. درس الشريعة الإسلامية في جامعة الخليل.

## الحياة العملية
الكرد أحد أئمة مساجد دير البلح. وهو مدير جمعية صلاح الخيرية بقطاع غزة، التي تضم قرابة 1,000 يتيم وآخرين في دير البلح.  كذلك عرف رفقة القيادي وليد العامودي بـ "محوريّ العمل الخيري". كان مرشح حركة حماس لرئاسة بلدية دير البلح في الانتخابات المحلية الفلسطينية 2005، وشغل منصب رئيس بلديتها. شغل الكرد منصب وزير الشؤون الاجتماعية والعمل في حكومة غزة.

## الوفاة
في 9 مايو 2020، تُوفي الكرد بمنزله إثر سكتة ألمت به.